# Brenzenwang

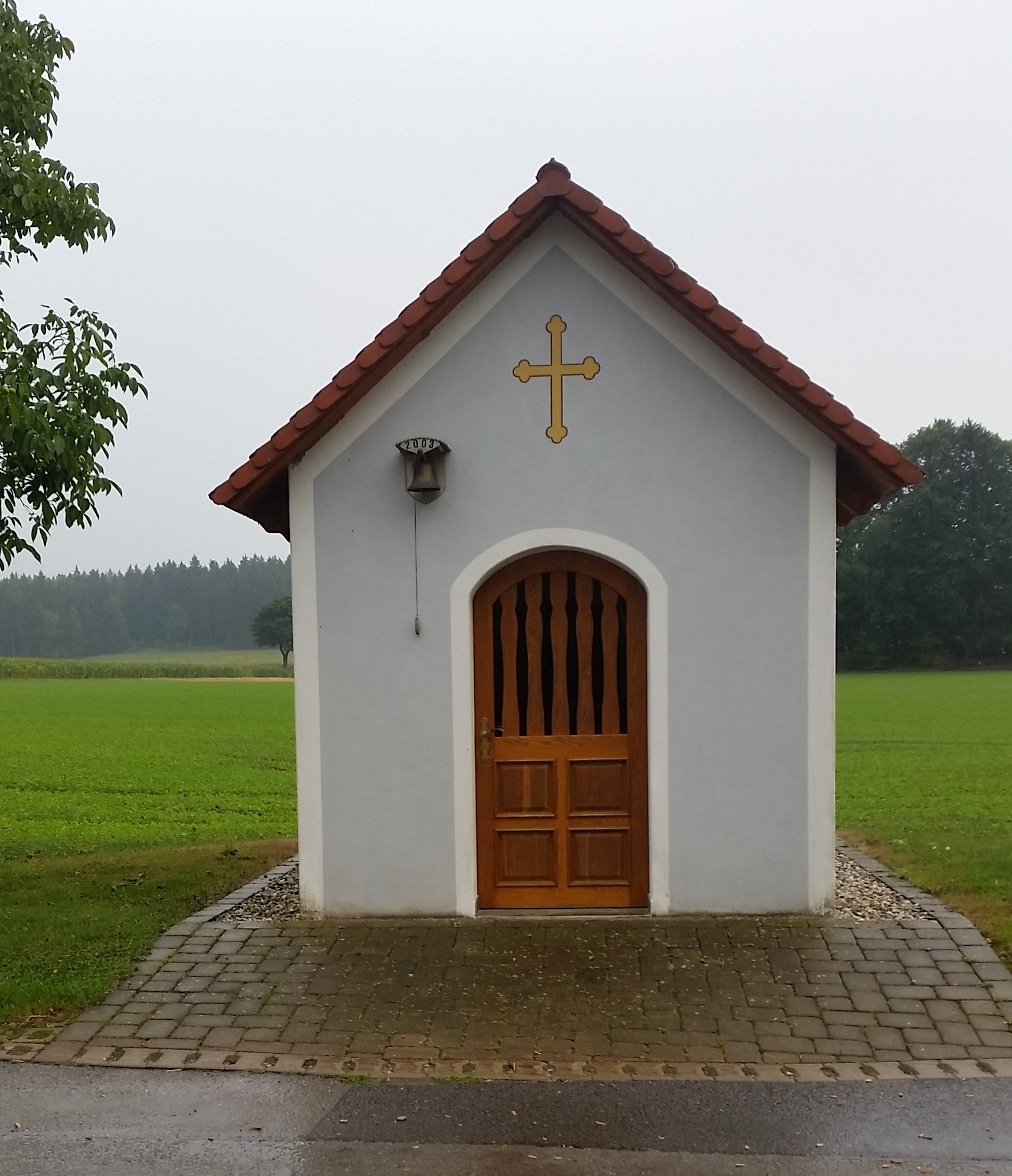
Wegkapelle St. Maria in Brenzenwang

Brenzenwang ist ein Gemeindeteil des Marktes Lauterhofen im Landkreis Neumarkt in der Oberpfalz. Es handelt sich um einen Weiler mit drei Häusern.
Kirchlich gehört Brenzenwang zur Pfarrei Lauterhofen im Dekanat Habsberg.
Am 1. Juli 1972 wurde Pettenhofen mit Brenzenwang, Eidelberg und Wilfertshofen nach Lauterhofen eingemeindet.